# معبد یوشیمیزو
معبد یوشیمیزو (به ژاپنی: 吉水神社, Yoshimizu-jinja) معبد شینتویی است که در کوه یوشینو، استان نارا، ژاپن واقع شده‌است.